# Rémunération pour copie privée
La rémunération pour copie privée est une redevance prélevée sur les supports d'enregistrement tels que les disques durs, les clés USB, les cartes mémoires, les CD ou les DVD, destinée à compenser les ayants droit pour l'exception de copie privée de leurs œuvres, principalement la musique et les films.

## Argentine
La rémunération a été annulée par l'état, au motif que la compensation pour préjudice n'avait pas été clairement définie.

## Belgique
La rémunération est fixée par arrêté royal, le dernier datant du 18 octobre 2013.

## Canada
La rémunération a été introduite en 1997, en ajout de la partie VIII de la Loi sur le droit d'auteur. Les tarifs pour 2015 et 2016 ont été fixés par la commission SCPCP.

## Espagne
La rémunération sur copie privée a été mise en place en 2007, sur les lecteurs et graveurs multimédia. En juin 2016, un arrêt de la cour de justice de l'union européenne a annulé le dispositif espagnol, qui ne permettait pas de garantir que seuls ceux qui sont assujettis à payer la rémunération doivent la payer. Un nouveau barème est mis en place en avril 2017

## Équateur
La rémunération pour copie privée existe depuis 1998, mais pose un problème de constitutionnalité, car seul l’État a le droit de prélever taxes et impôts, alors que l'argent de la copie privée est destiné aux ayants droit, qui ne sont pas des organismes publics.

## Europe
Devant la disparité de la rémunération dans les différents pays de l'union, il est prévu d'harmoniser les barèmes de la copie privée, ce à quoi les ayants droit français, qui gagnent plus d'argent que leurs homologues européens, s'opposent.

## Finlande
La gestion de la copie privée est confiée à l'état.

## France
La rémunération a été mise en place en 1985. La Commission de la copie privée fixe le montant de la redevance pour les différents supports. Les tarifs sont les plus élevés d'Europe, ce qui est critiqué par l'association UFC-que choisir, notamment car le système de vote de la commission serait favorable aux ayants droit. Les sociétés de copie rappellent que cette commission est paritaire, et que les tarifs seraient approuvés en accord avec les représentants des consommateurs.
En 2016, on estime que 231 millions d'euros ont été récoltés au titre de la rémunération pour copie privée.
En 2021 est votée l'extension de la rémunération pour copie privée pour les smartphones reconditionnés.
Un rapport de 2022 par l'Inspection générale des finances et l'Inspection générale des affaires culturelles est critique du mécanisme. Alors que la copie privée est un phénomène en déclin, la rémunération pour copie privée n'a jamais autant rapporté. Les études d'usage sont obsolètes, souffrent de lacunes importantes, sont biaisées pour favoriser les ayants droit et ne sont pas publiées. Le montant payé en France est largement supérieur à celui des autres pays européens. D'autre part, bon nombre d'œuvres sont encore protégées par des systèmes d'anti-copie, rendant difficile, voir impossible l'exercice du droit à la copie privée.
En 2023, le mécanisme de la rémunération pour copie privée est mis en place en Nouvelle-Calédonie. 51 % de l'argent collecté ira aux ayant-droits, 49 % pour financer des actions culturelles.
En novembre 2023, le député Philippe Latombe dépose une proposition de loi pour réformer le système. Il demande que les études d'impact soient réalisées de façon transparente par l'Arcom, que les professionnels soient réellement remboursés (seuls 7 % le sont effectivement), et que les smartphones reconditionnés ne soient pas assujettis.
En décembre 2024, une mission du ministère de la culture doit menée une étude destinée à mettre à jour la méthodologie du calcul des montants de perception. Celle-ci n'avait pas été mise à jour depuis 2012 et a été lourdement critiquée par l'Inspection générale des finances pour ses hypothèses « obsolètes » : le prix du DVD ou du blu-ray a été plus que divisé par deux. Le rapport doit être rendu d'ici le 31 mars 2025.

## Paraguay
La copie privée, mise en place en 2009, s'applique sur tous les supports audio, pour un montant de 0,5 % du prix.

## Pays-Bas
Les tarifs sont précisés sur le site de la Thuiskopie ("copie à la maison").

## Royaume-Uni
Si la copie privée a été légalisée, la loi ne prévoit pas de rémunération. Une décision de justice d'août 2015 rend illégale la copie privée, ce qui provoque une inquiétude sur la légalité de logiciels très répandus, tels que iTunes.

## Suisse
Les tarifs sont fixés par une commission arbitrale fédérale (CAF) dans un rapport annuel, et appliqués en Suisse et au Liechstenstein,.